# European Nations Cup
European Nations Cup är en internationell rugby union-tävling för FIRA-herrlandslag.

## Vinnare

### 1930-talet: Tidiga turneringar
| År   | Spelplats           | Etta      | Tvåa     | Trea     |
| ---- | ------------------- | --------- | -------- | -------- |
| 1936 | Berlin, Tyskland    | Frankrike | Tyskland | Italien  |
| 1937 | Paris , Frankrike   | Frankrike | Italien  | Tyskland |
| 1938 | Bukarest , Rumänien | Frankrike | Tyskland | Rumänien |

### 1950-talet: European Cup
| År   | Etta      | Tvåa    | Trea        |
| ---- | --------- | ------- | ----------- |
| 1952 | Frankrike | Italien | Västtysland |
| 1954 | Frankrike | Italien | Spanien     |

### FIRA Nations Cup 1966-1973
| År        | Etta      | Tvåa      | Trea            |
| --------- | --------- | --------- | --------------- |
| 1965/1966 | Frankrike | Italien   | Rumänien        |
| 1966/1967 | Frankrike | Rumänien  | Italien         |
| 1967/1968 | Frankrike | Rumänien  | Tjeckoslovakien |
| 1968/1969 | Rumänien  | Frankrike | Tjeckoslovakien |
| 1969/1970 | Frankrike | Rumänien  | Italien         |
| 1970/1971 | Frankrike | Rumänien  | Marocko         |
| 1971/1972 | Frankrike | Rumänien  | Marocko         |
| 1972/1973 | Frankrike | Rumänien  | Spanien         |

### FIRA Trophy 1974-1997
| År        | Etta      | Tvåa      | Trea     |
| --------- | --------- | --------- | -------- |
| 1973/1974 | Frankrike | Rumänien  | Spanien  |
| 1974/1975 | Rumänien  | Frankrike | Italien  |
| 1975/1976 | Frankrike | Italien   | Rumänien |
| 1976/1977 | Rumänien  | Frankrike | Italien  |
| 1977/1978 | Frankrike | Rumänien  | Spanien  |
| 1978/1979 | Frankrike | Rumänien  | Sovjet   |
| 1979/1980 | Frankrike | Rumänien  | Italien  |
| 1980/1981 | Rumänien  | Frankrike | Sovjet   |
| 1981/1982 | Frankrike | Italien   | Rumänien |
| 1982/1983 | Rumänien  | Italien   | Sovjet   |
| 1983/1984 | Frankrike | Rumänien  | Italien  |
| 1984/1985 | Frankrike | Sovjet    | Italien  |
| 1985/1987 | Frankrike | Sovjet    | Rumänien |
| 1987/1989 | Frankrike | Sovjet    | Rumänien |
| 1989/1990 | Frankrike | Sovjet    | Rumänien |
| 1990/1992 | Frankrike | Italien   | Rumänien |
| 1992/1994 | Frankrike | Italien   | Rumänien |
| 1995/1997 | Italien   | Frankrike | Rumänien |

### European Nations Cup 2000 -
| År        |          | Förstadivisionen | Förstadivisionen | Förstadivisionen | Förstadivisionen |             | Lägre divisioner | Lägre divisioner |
| År        | Etta     | Tvåa             | Trea             | Nedflyttade      | Division 2       | Division 3  |                  |                  |
| 2000      | Rumänien | Georgien         | Marocko          |                  | Ryssland         | Tjeckien    |                  |                  |
| 2001      | Georgien | Rumänien         | Ryssland         |                  | Polen            | Spelades ej |                  |                  |
| 2001–2002 | Rumänien | Georgien         | Ryssland         | Nederländerna    | Tjeckien         | Slovenien   |                  |                  |
| 2003–2004 | Portugal | Rumänien         | Georgien         | Spanien          | Ukraina          | Moldavien   |                  |                  |
| 2005–2006 | Rumänien | Georgien         | Portugal         | Ukraina          | Spanien          | Lettland    |                  |                  |
| 2007–2008 | Georgien | Ryssland         | Rumänien         | Tjeckien         | Tyskland         | Sverige     |                  |                  |
| 2008–2009 | Georgien | Ryssland         | Portugal         | Tyskland         | Ukraina          | Litauen     |                  |                  |
| 2010      | Rumänien | Georgien         | Ryssland         | Tyskland         | Ukraina          | Litauen     |                  |                  |
| 2011      | Georgien | Rumänien         | Portugal         | Ukraina          | Sverige          | Bosnien     |                  |                  |
| 2012      | Georgien | Spanien          | Rumänien         | Ukraina          | Sverige          | Bosnien     |                  |                  |
| 2013      | Georgien | Rumänien         | Ryssland         | Belgien          |                  |             |                  |                  |
| 2014      | Georgien | Rumänien         | Ryssland         | Belgien          |                  |             |                  |                  |

### Fotnoter
1. ↑  Spelades som första omgång i Europas VM-kval
2. ↑  Spelades som andra omgång i Europas VM-kval
3. 1 2 3  upp- och nedflyttning efter två år baserat på ranking